# Mundilfari (lune)
Mundilfari (S XXV Mundilfari) est l'une des lunes de Saturne.
Il fut découvert en 2000 par l'équipe de Brett J. Gladman (désignation temporaire S/2000 S 9).
Il porte le nom de Mundilfari, qui est dans la mythologie nordique le père de Sól (le Soleil) et Máni (la Lune).